# Оттар (мифология)

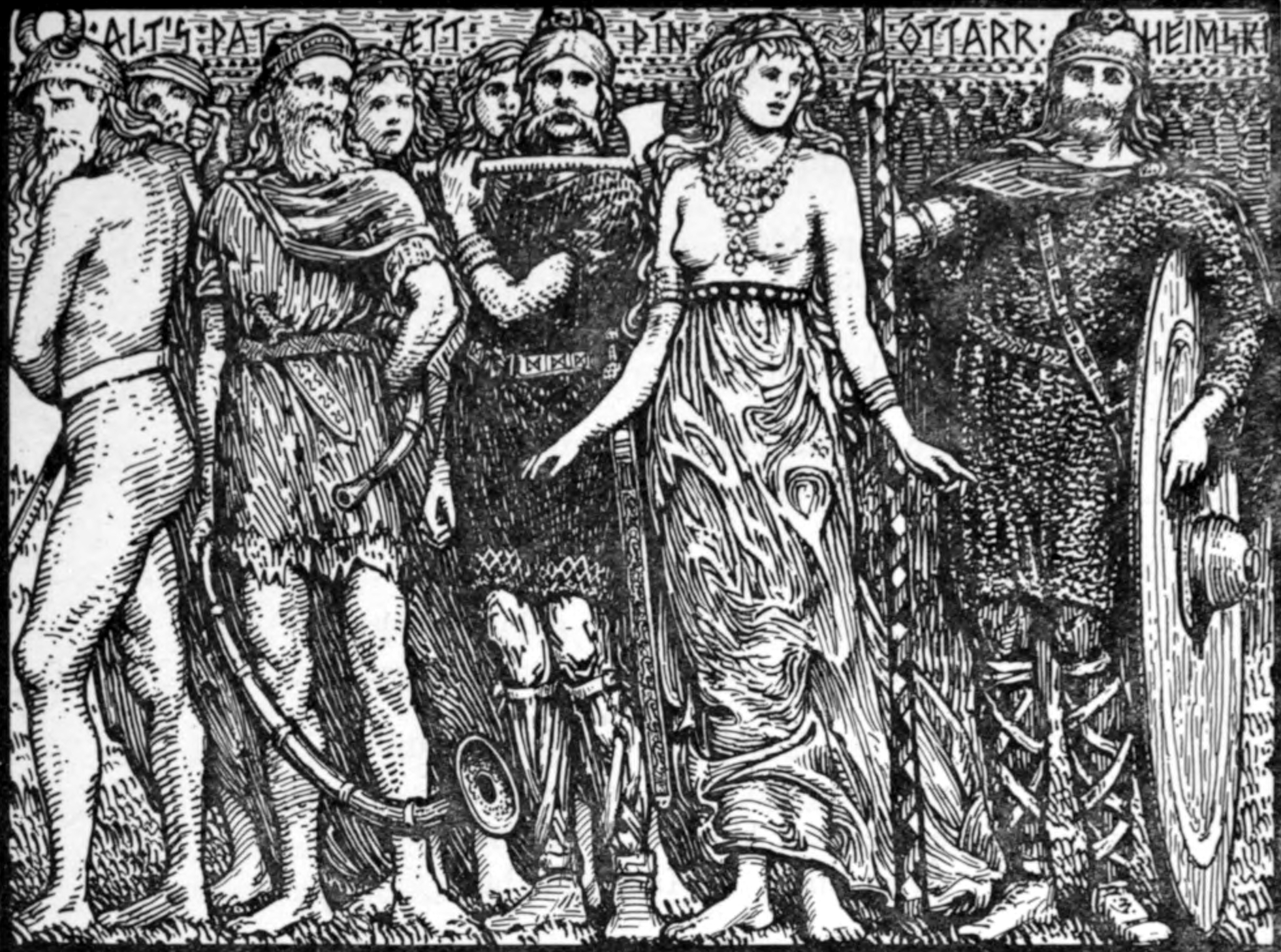
«Предки Оттара», Уильям Гершом Коллингвуд (1908)

Оттар (др.-сканд. Óttar), также известный как Оттар Простак — протеже (по некоторым версиям, также любовник) богини Фрейи. Он упомянут в Песни о Хюндле из Старшей Эдды. Там Оттар представлен как большой почитатель богинь. Он воздвиг из камней алтарь, Хёрг (др.-сканд. hörgr), и совершил на нем много подношений и клятв Фрейе. Богиня откликнулась на его молитвы и отправилась на поиски его родословной. Фрейя замаскировала Оттара под своего кабана по имени Хильдисвини и отправилась с ним к вёльве Хюндле. Там Фрейя вынудила Хюндлу поведать Оттару о его предках, а также дать ему памятное зелье, чтобы он смог запомнить все, что ему было открыто.
По мнению Виктора Рюдберга, Оттар — один из способов написания имени Ода.